# Valbeugel

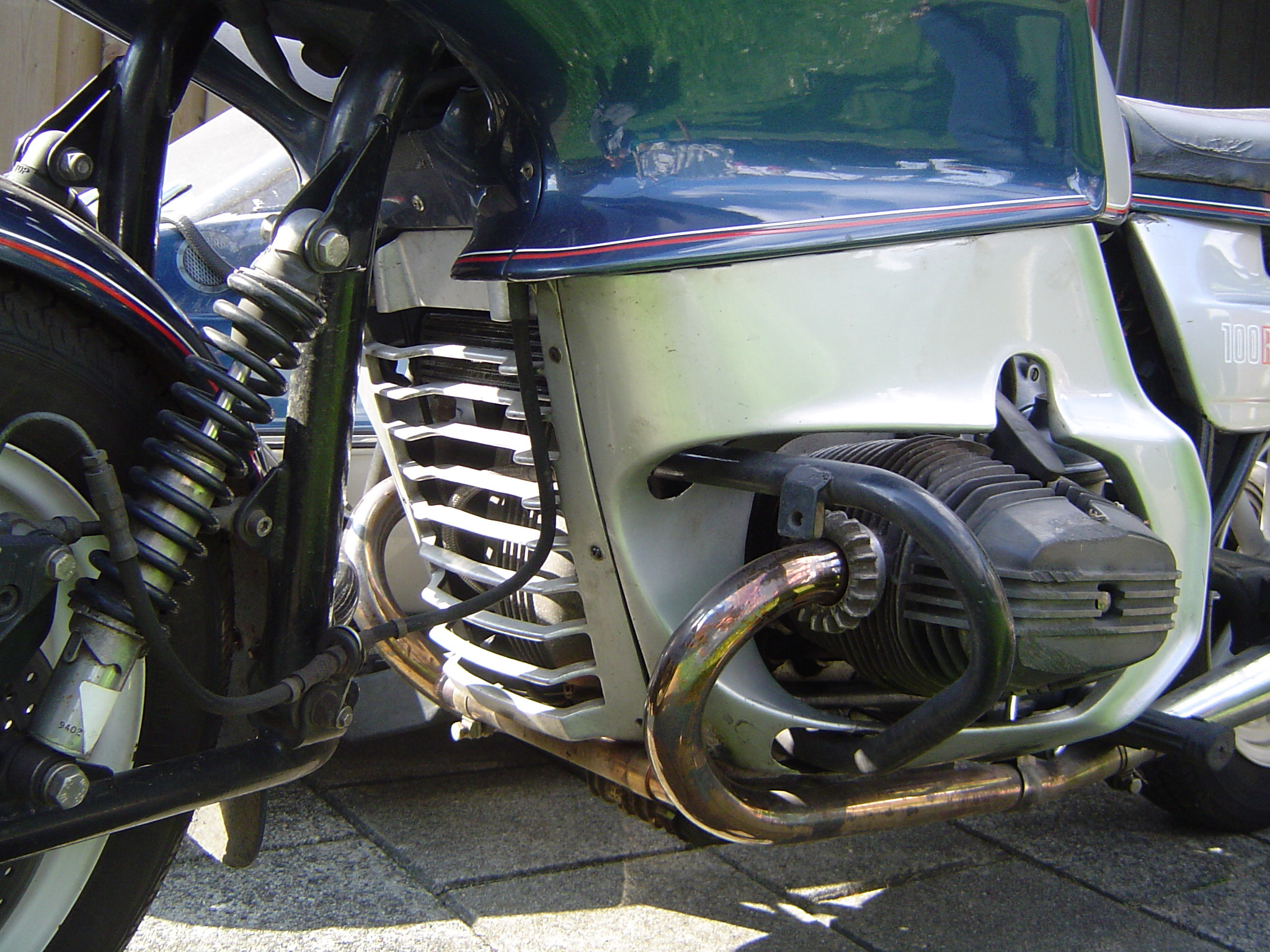
Getuige de slijtage aan het linker kleppendeksel van deze BMW-zijspantrekker is deze als solomotor niet altijd van valbeugels voorzien geweest.

Een valbeugel is een beugel die de motorfiets of bepaalde motoronderdelen moet beschermen bij een val. Deze wordt ook wel carterbeugel, crashbar of cilinderbeugel genoemd.
Valbeugels waren aanvankelijk alleen als accessoire verkrijgbaar, maar toen motorblokken van motorfietsen steeds breder werden (door de uitstekende cilinders van boxermotoren, maar ook door de brede Japanse viercilindermotoren) gingen fabrikanten ze steeds vaak standaard monteren. Dit had ook te maken met de montage van stroomlijnkuipen. Deze konden ernstig beschadigen door een val zonder valbeugels.